# Агарков, Михаил Михайлович
Михаил Михайлович Агарков (1890—1947) — советский правовед, профессор, доктор юридических наук (1939), исследователь проблем гражданского, торгового и банковского права.

## Биография
Родился 20 марта (1 апреля) 1890 года в городе Казань.
В 1912 году с дипломом первой степени окончил юридический факультет Казанского университета. Был оставлен при университете на кафедре гражданского права и судопроизводства для подготовки магистерских экзаменов. Проходил стажировку во Франции, в Сорбонне (с апреля 1913 по сентябрь 1914 года). В 1915 году сдал магистерский экзамен.
В 1939 году защитил докторскую диссертацию на тему «Обязательства по советскому гражданскому праву».
С весеннего семестра 1916 года преподавал гражданское и торговое права в Казанском университете и на Высших женских курсах. В 1918 году вместе с преподавательским составом Казанского университета был эвакуирован в Томск. Состоял и.д. экстраординарного профессора по кафедре общей теории права юридического факультета Томского университета. В октябре 1918 года Михаил Агарков переезжает в Иркутск и становится одним из первых профессоров Иркутского университета, где читает курсы гражданского и торгового права, а также общей теории права.
С 1921 года М. М. Агарков — доцент Саратовского университета. В 1922 году он переехал в Москву, где занял должность заместителя заведующего, а затем заведующего отделом надзора за кредитными учреждениями Валютного управления Наркомата финансов СССР. По совместительству читал курсы гражданского права в Институте народного хозяйства. В 1928—1929 годах также работал редактором-консультантом Управления делами СНК СССР, затем занимал ряд ответственных должностей в Наркомвнешнеторге и Союзнефтеэкспорте.
В 1936—1938 годах состоял консультантом гражданской коллегии Верховного Суда СССР, а также научным консультантом при Государственном арбитраже СССР.
С 1937 года перешёл на научно-педагогическую деятельность. В 1937—1941 годах — профессор, а затем заведующий кафедрой гражданского права Всесоюзной правовой академии. В 1938—1940 годах занимал должность заместителя заведующего секцией гражданского права Всесоюзного института юридических наук. В 1940—1941 годах заведующий секцией гражданского права Института права АН СССР. С 1942 года заведующий сектором гражданского права, а с 1945 года, — заместитель директора Института права АН СССР и заведующий кафедрой гражданского права юридического факультета МГУ.
Является одним из авторов учебников по советскому гражданскому праву 1938 и 1944 годов. Кроме того, участвовал в подготовке проектов Кодекса торгового мореплавания, Положения о чеках, Устава Государственного банка СССР, Закона о договоре контокоррента, Гражданского и Гражданского процессуального кодексов СССР, а также перевёл на русский язык тексты Женевских вексельных конвенций.
Умер 26 июля 1947 года. Похоронен на Введенском кладбище (25 уч.).

## Научная деятельность
Михаил Агарков, являясь одним из главных создателей общего учения о правоотношениях, обосновал плюралистическую концепцию объекта правоотношения «как урегулированном нормами права общественном отношении». Разработал теорию динамической правоспособности и тесно связанную с ней проблему обоснования секундарных прав. Занимался разработкой теории гражданско-правовых сделок и гражданско-правовой ответственности.
Ряд работ посвящён сложнейшим проблемам цивилистики: злоупотреблению правом, понятию сделки, праву на имя, предмету и системе гражданского права, понятию и видам ценных бумаг, договорной ответственности, вопросу убытков в международном праве и др. Все работы профессора Агаркова отличают всесторонняя переработка и юридический анализ огромного по объёму фактического материала, убедительность и логичность аргументации, системность изложения материала.
Михаил Агарков первым в отечественной научной литературе посвятил развёрнутое учение содержанию субъективного гражданского права на имя, понимая под ним средство охраны человеческой индивидуальности и справедливо относя его к личным неимущественным благам. Также он рассматривает частный случай права на имя (право на псевдоним) и способы защиты права на имя.
В одной из первых своих фундаментальных статей «Ценность частного права» Агарков определяет предмет частного права, разграничивая его с правом публичным: «Традиционное распределение материала между публичным и частным правом, в общем, соответствует двум видам права, теоретически различным по своему характеру. Частное право есть право лично-свободное, в границах которого субъект может осуществлять его в любом направлении».
Основная функция частного права, по мнению Агаркова, заключалась в распределении идеальных и материальных благ и в прикреплении их за определёнными субъектами. Рассматривая вопрос о соотношении гражданской свободы и частного права, учёный замечал: «Прежние теоретики были по своему правы, говоря, что собственность обеспечивает свободу личности. Они забывали только добавить,- для тех, которые являются собственниками. Институт права собственности как таковой не обеспечивал индивидуальную свободу в общественном строе, только конкретные правомочия отдельного собственника обеспечивают её последнему».
По одному из наиболее сложных вопросов — о соответствии частного права и социализма — наиболее распространённым в то время научной литературе являлось мнение, что социализм исключает частное право и превращает его в публичное. Позиция Агаркова сводилась к следующему: социалистическое частное право должно существовать, закрепляя за субъектами права определённые материальные или нематериальные блага, то есть выполнять распределяющую, а не организационную функции. В социалистическом частном праве не может иметь место частная (господская) власть одного человека над другими. Власть в социалистическом обществе должна быть организована на началах социального служения, то есть публичного права. Частное право обеспечивает индивидуальную свободу субъектов права при том условии, что последние наделены соответствующими благами.
В последующих работах Михаил Агарков обращал своё внимание на ряд дискуссионных и малоисследованных вопросов в области гражданского права. Так, исследуя институт ценных бумаг (в том числе на предъявителя), он делает вывод о необходимости рассмотрения основных вопросов теории ценных бумаг с точки зрения распределения рисков, порождаемых обращением этих бумаг и осуществлением прав, в них выраженных.
Михаил Агарков сформулировал важные выводы относительно природы сделки и её места в системе юридических фактов. Так, доказывается необходимость различения сделки как направленного действия и юридического поступка; сделки («продукта частной автономии») и административного акта (результата действий носителя властных полномочий). Автономия для автора предопределяется именно имущественным характером отношений, регулируемых гражданским правом. Актуальными до сих пор остаются и разработки Михаили Агаркова вопросов освобождения должника от ответственности, непреодолимой силы, соотношения договорной ответственности с иными случаями возмещения убытков и др.
В своём главном труде, «Обязательство по советскому гражданскому праву», Михаил Агарков всесторонне исследует понятие, элементы (содержание, санкции, структуру, цели), основания возникновения и прекращения одного из центральных «звеньев» гражданского права — обязательства. В данной работе содержится множество положений и выводов, многие из которых были приняты современным гражданским законодательством. Так, Агарков считал, что субъективное право само по себе может быть объектом правоотношения (ныне это закреплено в статье 128 Гражданского Кодекса Российской Федерации), аргументируя свой вывод тем, что объектом в гражданском праве необходимо считать то, в отношении чего возможны акты распоряжения.
Критерием разграничения вещных и обязательственных прав, по мнению Агаркова, служит различный способ индивидуализации прав. В связи с этим он предложил собственную модель индивидуализации обязательства, имеющей в первую очередь прикладное значение. Плодотворными представляются и исследования Михаилом Агарковым вопросов о значении индивидуальной определённости вещи в обязательственных и вещных отношениях; о классификации обязательств (интересным представляется выделение группы обязательств, направленных на совершение должником сделки в отношении кредитора); границах применения норм обязательственного права; об ограничении обязательств от иных относительных правоотношений (например, от семейных); соотношении исполнения обязательства в натуре и возмещения убытков; и др. Кроме того, автором критикуется выдвинутая немецкими цивилистами концепция секундарных прав и, в качестве противопоставления, выдвигается теория динамической правоспособности.

## Награды
- орден Трудового Красного Знамени (10.06.1945)